# 817

## Eventos
- 25 de janeiro — É eleito o Papa Pascoal I
- Fim do governo de Ademar de Narbona na cidade Narbona, França, governo que se iniciara em 790.
- Início do reinado de Ziyadat Allah I, emir aglábida de Ifríquia.

## Mortes
-->